# Krystyna Kuperberg
Krystyna Kuperberg, z domu Trybulec (ur. 17 lipca 1944 w Tarnowie) – amerykańska matematyczka pochodzenia polskiego.

## Życiorys
Rodzice jej byli farmaceutami. Mając 15 lat, przeniosła się wraz z rodziną do Gdańska. W 1962 wstąpiła na Uniwersytet Warszawski. Pracę magisterską z topologii obroniła w 1966 pod kierunkiem Karola Borsuka. W 1969 Kuperbergowie opuścili Polskę, udając się do Szwecji. W 1972 przenieśli się do Houston w Teksasie. Tu w 1974 uzyskała stopień doktora na Uniwersytecie Rice’a. W tym samym roku oboje z mężem podjęli pracę na Uniwersytecie w Auburn. Otrzymała tytuł full professor (profesor zwyczajny) w 1984. Wykładała też na Uniwersytecie Stanu Oklahoma (1982/1983), w Instytucie Couranta w Nowym Jorku (1987), Mathematical Sciences Research Institute w Berkeley (1994/1995) oraz na Uniwersytecie Paryskim w Orsay.
Zajmowała się głównie topologią, poświęcając także swoją uwagę geometrii dyskretnej. W 1987 rozwiązała pewien dawny problem Knastera. W późnych latach 80. zajęła się zagadnieniem punktów stałych i topologicznymi aspektami układów dynamicznych. W 1993 uzyskała kontrprzykład na przypuszczenie (hipotezę) Seiferta (dotyczące pewnej właściwości pól wektorowych na powierzchni sfery), obalając je tym samym; uznano to za nadzwyczajne osiągnięcie. Pracę tę kontynuowała wspólnie z synem. Od 1993 miała ponad 50 wykładów na ten temat, w tym zaszczytne AMS Plenary Lecture w 1995 i MAA Plenary Lecture w 1996.
W 1998 roku wygłosiła wykład sekcyjny na Międzynarodowym Kongresie Matematyków w Berlinie.
W 1995 Krystyna Kuperberg otrzymała Nagrodę im. Alfreda Jurzykowskiego, a w 1996 Research Excellence Award od College of Sciences and Mathematics Uniwersytetu w Auburn.
Jest działaczką amerykańskiego środowiska matematycznego.

## Życie prywatne
Studiując na Uniwersytecie Warszawskim, poznała swego późniejszego męża (wówczas również studenta), matematyka Włodzimierza Kuperberga. Mają dwoje dzieci: syn Greg jest profesorem matematyki, córka Anna amerykańską fotoreporterką.